# Krishan
Krishan Kumar – indyjski zapaśnik walczący w stylu wolnym. Srebrny medalista mistrzostw Wspólnoty Narodów w 2016. Ósmy w Pucharze Świata w 2017. Wicemistrz Azji juniorów w 2011 roku.